# Sarah Manguso
Sarah Manguso (* 12. Februar 1974 in der Nähe von Boston, Massachusetts) ist eine US-amerikanische Schriftstellerin und Dichterin, die 2010 in Los Angeles, Kalifornien lebte. Sie ist sowohl amerikanische als auch irische Staatsbürgerin.
Manguso machte ihren Bachelor of Arts an der Harvard University und erlangte den Master of Fine Arts im Iowa Writer's Workshop. In den Jahren 2003–2004 war sie an der Princeton University ein Hodder Fellow. 2007 erhielt Manguso von der American Academy of Arts and Letters den Joseph Brodsky Rome Prize, 2008 ein Stipendium der Bread Loaf Writer's Conference in Yaddo, New York State.
Sarah Manguso ist neben ihren Gedichten und Romanen durch Essays, Kurzgeschichten und Buchkritiken bekannt geworden.
Manguso lehrte am Pratt Institute kreatives Schreiben, genauso wie im Graduiertenprogramm der "New School". Danach unterrichtete sie im Graduiertenprogramm der Columbia University in New York City.

## Werke
in englischer Sprache:
- 2002: The Captain Lands in Paradise. Alice James Books, 2002, ISBN 1-882295-33-1. (Gedichte)
- 2006: Siste Viator. Four Way Books, 2006, ISBN 1-884800-69-6. (Gedichte)
- 2007: Hard to Admit and Harder to Escape. McSweeney's Books, 2007, ISBN 978-1-932416-82-4. (Roman)
- 2008: The Two Kinds of Decay. Farrar, Straus and Giroux, New York City, USA, ISBN 978-0-374-28012-3.
- 2012: The Guardians: An Elegy. Farrar, Straus, and Giroux, New York City, USA, ISBN 978-0-374-16724-0.
- 2015: Ongoingness: The End of a Diary, Graywolf Press, Minneapolis, USA, ISBN 978-1-55597-703-0.
- 2017: 300 Arguments, Graywolf Press, Minneapolis, USA, ISBN 978-1-55597-764-1.
- 2019: "Oceans", The Paris Review Issue 228, Spring 2019, New York City, USA.
- 2022: Very Cold People. Picador, London, ISBN 978-1-5290-5528-3.
- Liars. Hogarth, 2024

in deutscher Sprache:
- 2007: Elf hirschförmige Kekse. herausgegeben und aus dem Englischen übersetzt von Ron Winkler; SuKuLTuR, Berlin 2007, ISBN 978-3-937737-79-9. (= „Schöner Lesen“ Nr. 69)
- 2009: Komm her o Klarheit: Ausgewählte Gedichte. deutsch/englisch, illustriert von Jessica Finlay und einem Geleitwort von Erwin Einzinger, übersetzt von Ron Winkler; Luxbooks americana, Wiesbaden 2009, ISBN 978-3-939557-39-5.
- 2010: Zwei Arten von Verfall. übersetzt von Annette Kühn und Ron Winkler, Luxbooks, Wiesbaden 2010, ISBN 978-3-939557-06-7.
- 2016: "Die Zeit festhalten", übersetzt von Britta Waldhof, in: Neue Rundschau 2016/2, Frankfurt: S. Fischer Verlag, 2016, S. 126–133, ISBN 978-3-10-809106-4. [Auszug aus Ongoingness, im Original unter dem Titel "Keeping Time" im Harper's Magazine vom Dezember 2014 erschienen]
- 2020: "Ozeane", übersetzt von Britta Waldhof, in: Neue Rundschau 2020/1, Frankfurt: S. Fischer Verlag, 2020, ISBN 978-3-10-809121-7.